# Comuna Derniv, Kameanka-Buzka
Derniv (în ucraineană Дернів) este o comună în raionul Kameanka-Buzka, regiunea Liov, Ucraina, formată din satele Dalnîci, Derniv (reședința), Sapijanka și Tovmaci.

## Demografie
Componența lingvistică a comunei Derniv
     Ucraineană (98,17%)
     Maghiară (1,17%)
     Alte limbi (0,66%)
Conform recensământului din 2001, majoritatea populației comunei Derniv era vorbitoare de ucraineană (98,17%), existând în minoritate și vorbitori de maghiară (1,17%).